# Capitoli di Medaka Box

Copertina del primo volume dell'edizione italiana (edizione J-Pop), raffigurante Medaka e Zenkichi

Questa è la lista dei capitoli di Medaka Box, manga scritto da Nisio Isin, disegnato da Akira Akatsuki e serializzato sulla rivista Weekly Shōnen Jump, edita da Shūeisha, dall'11 maggio 2009 al 27 aprile 2013.
In Italia il manga è stato pubblicato dal 2012 da GP Publishing nella collana GP Hero fino all'ottavo volume, per poi essere pubblicato da Edizioni BD sotto etichetta GP Manga dopo l'acquisizione di GP Publishing nella collana ICHI dal volume 9 in poi. L'opera ha debuttato in Italia il 10 maggio 2012 per concludersi il 3 luglio 2014.
Dal 27 settembre 2017 al 26 giugno 2019, tramite l'editore Edizioni BD sotto l'etichetta J-Pop, è stata pubblicata una nuova edizione riveduta e corretta, in un formato più fedele alla controparte giapponese e che ripristina sovraccoperta, cover interne dell'albo e commenti degli autori, tutti elementi rimossi nella precedente.

## Volumi 1-10
| Nº                                            | Titolo italiano Giapponese 「Kanji」 - Rōmaji | Data di prima pubblicazione             | Data di prima pubblicazione             |
| Nº                                            | Titolo italiano Giapponese 「Kanji」 - Rōmaji | Giapponese                              | Italiano                                |
| Capitolo del consiglio studentesco (3 volumi) | |                                         |                                         |
| 1                                             | Entra in azione il consiglio studentesco 「生徒会を執行する」 - Seitokai o shikkōsuru | 2 ottobre 2009 ISBN 978-4-08-874776-7   | 12 maggio 2012 ISBN 978-88-6468-756-8   |
| 1                                             | Capitoli - Box 1. Entra in azione il consiglio studentesco" (生徒会を執行する?, Seitokai o shikkōsuru) - Box 2. A posto così (それでよいのだ?, Sore de yoi no da) - Box 3. In effetti, tu... (確かにお前は?, Tashika ni omae wa) - Box 4. Ho deciso di impicciarmi (余計な真似だよ?, Yokei na mane da yo) - Box 5. Se vuoi dirmi grazie (感謝していると言うのならば?, Kanshashiteiru to iu no naraba) - Box 6. Non ti dirò di non perdere (負けるなとは言わん?, Makeruna to wa iwan) - Box 7. Strada facendo (途中からでも?, Tochuu kara demo) |                                         |                                         |
| 2                                             | Non mi aspetto che tu capisca 「わかってもらおーなんて思ってないよ」 - Wakatte moraō nante omottenai yo | 4 dicembre 2009 ISBN 978-4-08-874778-1  | 9 giugno 2012 ISBN 978-88-6468-757-5    |
| 2                                             | Capitoli - Box 8. Ci ha rubato la scena (もっていかれた?, Motte ikareta) - Box 9. Chi lavorerà, mangerà! (食ってよい?, Kutte yoi) - Box 10. Un piccolo errore e sareste annegati! (溺死確実の危険な行為だ?, Dekishi kakujitsu no kiken na kōi da) - Box 11. Non mi aspetto che tu capisca (わかってもらおーなんて思ってないよ?, Wakatte moraō nante omottenai yo) - Box 12. Mi piacete più del denaro (お金より好き?, Okane yori suki) - Box 13. Lo fa con tutti? (誰にでもこういうことするの？?, Dare ni demo kōiu koto suru no?) - Box 14. Sono soltanto dei vestiti (たかが服だろ?, Taka ga fuku daro) - Box 15. Non sono compatibili (相容れねえ?, Aiirenē) - Box 16. Guardando dall'alto in basso (見下し性悪説だ?, Mikudashi seiakusetsu da) - Spin-off. Istituto Hakoniwa - Yonkoma |                                         |                                         |
| 3                                             | Io sono il presidente del consiglio studentesco 「私は生徒会長だぞ」 - Watashi wa seito kaichō da zo | 4 febbraio 2010 ISBN 978-4-08-874799-6  | 14 luglio 2012 ISBN 978-88-6468-758-2   |
| 3                                             | Capitoli - Box 17. Ho deciso che ce l'avrei sempre messa tutta (私はがんばると決めた?, Watashi wa ganbaru to kimeta) - Box 18. Non è giusto (それはズルイぜ?, Sore wa zuruize) - Box 19. La quarta specialità di Medaka Kurokami (黒神めだかの真骨頂その④?, Kurokami Medaka no shinkocchō sono yon) - Box 20. Io sono il presidente del consiglio studentesco (私は生徒会長だぞ?, Watashi wa seito kaichō da zo) - Box 21. Stai esagerando (やり過ぎだ?, Yarisugi da) - Box 22. Voi cosa ne pensate? (君たちはどう思いました？?, Kimitachi wa dō omoimashita?) - Box 23. (4136163735641? (お前最強ってなんだと思う？?, Omae saikyō tte nanda to omou?) - Box 24. Lo dicono tutti (みんなそう言うのさ?, Minna sō iu no sa) - Box 25. Non mi ero mai fatta baciare (されたことはなかったから?, Sareta koto wa nakatta kara) - Spin-off. Entra in scena il Natale! - Spin-off. Non entra in scena il capodanno!                                                                             |                                         |                                         |
| Capitolo dei Thirteen Party (4 volumi)        | |                                         |                                         |
| 4                                             | Sorellina, sorellina, sorellina! 「妹・妹・妹だ！」 - Imōto, imōto, imōto da! | 2 aprile 2010 ISBN 978-4-08-870026-7    | 4 agosto 2012 ISBN 978-88-6468-759-9    |
| 4                                             | Capitoli - Box 26. Sorellina, sorellina, sorellina! (妹・妹・妹だ！?, Imōto, imōto, imōto da!) - Box 27. Sta succedendo nella nostra scuola (私の通う学園での出来事だ?, Watashi no kayō gakuen de no dekigoto da) - Box 28. Sarà li ad aspettarti (君を待ってくれてるさ?, Kimi o matte kureteru sa) - Box 29. Aaah! (あん?, An) - Box 30. Sarebbe un bel problema! (いやあ困った困った?, Iyā komatta komatta) - Box 31. Non mi moltiplicherò... (増えるーーのではなく?, Fueru -- no de wa naku) - Box 32. Un incontro molto divertente (とても楽しい触れ合いだ?, Totemo tanoshĩ fureai da) - Box 33. Per questo vi ucciderò (だから殺す?, Dakara korosu) - Box 34. Non posso porre fine alla tua vita (君の命は殺せない?, Kimi no inochi wa korosenai) |                                         |                                         |
| 5                                             | Normalmente incredibile 「普通に格好いい」 - Futsū ni kakkō ii | 12 agosto 2010 ISBN 978-4-08-870076-2   | 8 settembre 2012 ISBN 978-88-6468-839-8 |
| 5                                             | Capitoli - Box 35. Normalmente incredibile (普通に格好いい?, Futsū ni kakkō ii) - Box 36. Cerchiamo di non lasciarci la pelle (肌荒れには気をつけましょう?, Hadaare ni wa kiotsukemashō) - Box 37. Abbiamo deciso di intrometterci (悪いが関知させてもらうよ?, Warui ga kanchisasete morau yo) - Box 38. Né la cattiveria, né la paura che incuteva (不良さも破壊さも?, Warusa mo kowasa mo) - Box 39. Per la libertà degli Anormali (異常の自由のために?, Abunōmaru no jiyū no tame ni) - Box 40. Io compaio ovunque (どこにだって現れる?, Doko ni datte arawareru) - Box 41. Mi sei superiore... (俺より上なのは?, Ore yori ue na no wa) - Box 42. Anche se cercassi in lungo e in largo (世界中探したって?, Sekaijū sagashitatte) - Box 43. La te stessa passata (だけど昔のあなたは?, Dakedo mukashi no anata wa) |                                         |                                         |
| 6                                             | Qual è lo scopo per cui sei nata? 「お前は何のために生まれてきた？」 - Omae wa nanno tame ni umaretekita? | 3 settembre 2010 ISBN 978-4-08-870106-6 | 6 ottobre 2012 ISBN 978-88-6468-840-4   |
| 6                                             | Capitoli - Box 44. Ormai potete solo fuggire (もう逃げるしかねーぜ?, Mō nigeru shikanēze) - Box 45. Prendere una scorciatoia (ショートカットできるんだから?, Shōtokatto dekirun dakara) - Box 46. Ma tu chi sei? (誰だお前?, Dare da omae) - Box 47. Siete tutti scemi (みんなばかだ?, Minna baka da) - Box 48. Tu, più di ogni altro... (「十三組」の中で誰よりも?, Pāti no naka de dare yori mo) - Box 49. Io non sono... (ではありません?, De wa arimasen) - Box 50. Una nemica di Medaka (めだかちゃんの敵だ?, Medaka-chan no teki da) - Box 51. Allora spiegami... (だったら私に教えるがよい?, Dattara watashi ni oshieru ga yoi) - Box 52. Qual è lo scopo per cui sei nata? (お前は何のために生まれてきた？?, Omae wa nanno tame ni umaretekita?) |                                         |                                         |
| 7                                             | Questo è il piano Flask 「これがフラスコ計画だ」 - Kore ga Furasuko keikaku da | 4 novembre 2010 ISBN 978-4-08-870129-5  | 15 dicembre 2012 ISBN 978-88-6468-841-1 |
| 7                                             | Capitoli - Box 53. Questo è il piano Flask (これがフラスコ計画だ?, Kore ga Furasuko keikaku da) - Box 54. Ma tu che cosa sei?! (お前は一体何なんだ?, Omae wa ittai nannanda) - Box 55. Se avessi fatto qualcosa di male (悪いことをしたら?, Warui koto o shitara) - Box 56. Un nostro senpai dei tempi delle medie (中学時代の先輩ですよ?, Chūgaku jidai no senpai desu yo) - Box 57. Ho sempre odiato (ぶっちゃけ嫌いだよな?, Bucchake kirai da yo na) - Box 58. Spero che diventeremo amici (みんな友達になってね?, Minna tomodachi ni natte ne) - Box 59. Invece di odiarlo finirebbero per amarlo (嫌われるより好かれる方が?, Kirawareru yori sukareru hō ga) - Box 60. Perché l'amore di una ragazza... (だって女の子の愛は?, Datte onna no ko no ai wa) - Box 61. Evita di parlare tanto d'amore (愛だの恋だのほざくのは?, Ai da no koi da no hozaku no wa) |                                         |                                         |
| Capitolo di Kumagawa e dei Minus (4 volumi)   | |                                         |                                         |
| 8                                             | Mi piaci 「好きだぜ」 - Suki daze | 29 dicembre 2010 ISBN 978-4-08-870166-0 | 29 dicembre 2012 ISBN 978-88-6468-842-8 |
| 8                                             | Capitoli - Box 62. Non è un eroe (英雄じゃないんだぜ?, Eiyū ja naindaze) - Box 63. Il motto della sezione -13 (マイナス十三組のモットーだよ?, Mainasu jūsan kumi no mottō da yo) - Box 64. Che ne direste di tentare? (やってみるか?, Yatte miru ka) - Box 65. L'unica presidente del consiglio studentesco dell'istituto Hakoniwa (箱庭学園の生徒会長は?, Hakoniwa gakuen no seito kaichō wa) - Box 66. Be', che ne pensi? (だったらどうだって言うのさ?, Dattara dōdatte iu no sa) - Box 67. Il consiglio studentesco siamo noi (生徒会は私達だ?, Seitokai wa watashitachi da) - Box 68. Ci sono cose che devi accettare (受け入れることだよ?, Ukeireru koto da yo) - Box 69. Sei diventato forte (強くなったね?, Tsuyoku natta ne) - Box 70. Mi piaci (好きだぜ?, Suki daze) |                                         |                                         |
| 9                                             | Mia sorella maggiore, Kujira Kurokami 「黒神くじらという姉は」 - Kurokami Kujira to iu ane wa | 4 marzo 2011 ISBN 978-4-08-870194-3     | 31 gennaio 2013 ISBN 978-88-6468-960-9  |
| 9                                             | Capitoli - Box 71. Torna quando sarà finita (終わった頃にまたおいで?, Owatta koro ni mata oide) - Box 72. Anche se vi dimenticherete di me... (みんなが俺を忘れても?, Minna ga ore o wasuretemo) - Box 73. D'ora in poi, io... (今から俺は?, Ima kara ore wa) - Box 74. Devi vincere a tutti i costi (絶対に勝って?, Zettai ni katte) - Box 75. Non è una buona ragione (戦わない理由にはならない?, Tatakawanai riyū ni wa naranai) - Box 76. Mia sorella maggiore, Kujira Kurokami (黒神くじらという姉は?, Kurokami Kujira to iu ane wa) - Box 77. Pensi forse che possa qualcosa (敵うはずがねえだろう?, Kanau hazu ga nē darō) - Box 78. Vorrei che mi mostrassi (私は見せてほしいんだ?, Watashi wa misete hoshīnda) - Box 79. Il giusto vantaggio (ちょうどいいハンデでしょ?, Chōdo ii hande desho) - Spin-off. Il giorno di riposo del presidente del consiglio studentesco - Spin-off. Facciamo le grandi pulizie! - Spin-off. Il verbale della riunione del consiglio studentesco |                                         |                                         |
| 10                                            | Piacere di conoscerti 「初めまして」 - Hajimemashite | 2 maggio 2011 ISBN 978-4-08-870224-7    | 16 marzo 2013 ISBN 978-88-6634-443-8    |
| 10                                            | Capitoli - Box 80. Tornerà qui da me (帰ってきてくれるから?, Kaettekite kureru kara) - Box 81. Era vero amore (僕の恋は本物だったんだ?, Boku no koi wa honmono dattanda) - Box 82. Guarda che sono tuo figlio (あんたの息子だぜ?, Anta no musuko daze) - Box 83. È il tipo che tiene ai propri compagni (仲間思いな男なんですよ?, Nakama omoi na otoko nandesu yo) - Box 84. Avremmo potuto provare a capirci (わかりあうことができたのかなあ?, Wakariau koto ga dekita no kanā) - Box 85. Non vedevo l'ora (私はずっと楽しみにしていました?, Watashi wa zutto tanoshimi ni shiteimashita) - Box 86. È stato soltanto un incidente inatteso (不慮の事故ですから?, Furyo no jiko desu kara) - Box 87. Una popolarità naturale (当たり前の人望です?, Atarimae no jinbō desu) - Box 88. Piacere di conoscerti (初めまして?, Hajimemashite) |                                         |                                         |

## Volumi 11-20
| Nº                                                                      | Titolo italiano Giapponese 「Kanji」 - Rōmaji | Data di prima pubblicazione             | Data di prima pubblicazione              |
| Nº                                                                      | Titolo italiano Giapponese 「Kanji」 - Rōmaji | Giapponese                              | Italiano                                 |
| Capitolo della creazione di un successore di Medaka Kurokami (6 volumi) | |                                         |                                          |
| 11                                                                      | Oggi come allora 「今も昔もそんな君が」 - Ima mo mukashi mo sonna kimi ga | 4 agosto 2011 ISBN 978-4-08-870274-2    | 13 aprile 2013 ISBN 978-88-6634-460-5    |
| 11                                                                      | Capitoli - Box 89. E la regola è una sola... (そしてルールはただ一つ?, Soshite rūru wa tada hitotsu) - Box 90. Oggi come allora (今も昔もそんな君が?, Ima mo mukashi mo sonna kimi ga) - Box 91. Se nonostante tutto ci fossero delle differenze (違いがあるとすれば?, Chigai ga aru to sureba) - Box 92. Non sarebbero mai stati al completo (永遠に揃わないと言われていた?, Eien ni sorowanai to iwareteita) - Box 93. Io sono un inumano imparziale (平等なだけの人外だよ?, Byōdō na dake no jingai da yo) - Box 94. La creazione di un successore di Medaka Kurokami (黒神めだかの後継者作り?, Kurokami Medaka no kōkeisha-zukuri) - Box 95. Se esiste almeno una persona (ひとりでもいるのなら?, Hitori demo iru no nara) - Box 96. È uno dei miei compiti (僕の仕事だからね?, Boku no shigoto dakara ne) - Box 97. Mettiti a ridere di noi (笑ってやてください?, Waratteyate kudasai) - Spin-off. La trasferta nel club di nuoto - Spin-off. Maid Box                                                   |                                         |                                          |
| 12                                                                      | La prima prova ha un grado di difficoltà B 「第一関門は難易度B」 - Daiichi kanmon wa nan'ido Bī | 4 ottobre 2011 ISBN 978-4-08-870296-4   | 11 maggio 2013 ISBN 978-88-6634-517-6    |
| 12                                                                      | Capitoli - Box 98. La prima prova ha un grado di difficoltà B (第一関門は難易度B?, Daiichi kanmon wa nan'ido Bī) - Box 99. Lascia che ti faccia un'altra domanda (もうひとつだけ聞かせてください?, Mō hitotsu dake kikasete kudasai) - Box 100. Fammi una domanda (クイズを出して頂戴?, Kuizu o dashite chōdai) - Box 101. Allora, Good Luck! (それではグッドラック?, Sore de wa Guddo Rakku) - Box 102. Non desidero nulla (何も欲しくない?, Nanimo hoshikunai) - Box 103. Se ci riesco non avrai di che lamentarti (それができれば文句なく?, Sore ga dekireba monku naku) - Box 104. Chi possiede un'abilità non può perdere contro chi ne è privo (能力所有者が無力に?, Sukiru horudā ga nō sukiru ni) - Box 105. Sono il tipo di persona che apprezza (僕はただ好きなだけさ?, Boku wa tada suki na dake sa) - Box 106. Non possiedo un animo (私には心がありません?, Watashi ni wa kokoro ga arimasen) |                                         |                                          |
| 13                                                                      | Il Meda-Kampionato 「めだ関門」 - Meda Kanmon | 2 dicembre 2011 ISBN 978-4-08-870319-0  | 22 giugno 2013 ISBN 978-88-6634-540-4    |
| 13                                                                      | Capitoli - Box 107. Ma non conosco altro modo di vivere (生き方を知らんのだ?, Ikikata o shiran no da) - Box 108. È una meraviglia che non ha pari (これ以上なく最高に?, Kore ijō naku saikō ni) - Box 109. Per te io voglio essere come loro (こういう人間でありたい?, Kōiu ningen de aritai) - Box 110. Forse siete voi che non riuscite a vederlo (見えないかもしれませんけれど?, Mienai kamo shiremasen keredo) - Box 111. Una buffonata ci vorrebbe eccome (ふざけられたらいいんだけどね?, Fuzakeraretara iindakedo ne) - Box 112. Sei convinta di essere una creatura speciale (特別な存在だなんて?, Tokubetsu na sonzai da nante) - Box 113. Il Meda-Kampionato (めだ関門?, Meda Kanmon) - Box 114. Possiamo battere Medaka Kurokami (黒神めだかに勝てるかも?, Kurokami Medaka ni kateru kamo) - Box 115. Questo è ciò che voi chiamereste... (これがきみ達の言うところの?, Kore ga kimitachi no iu tokoro no) - Spin-off. Il caso Ajimu                                                                |                                         |                                          |
| 14                                                                      | Prima di scontrarsi con Zenkichi... 「善吉くんと戦う前に」 - Zenkichi-kun to tatakau mae ni | 2 marzo 2012 ISBN 978-4-08-870374-9     | 20 luglio 2013 ISBN 978-88-6634-563-3    |
| 14                                                                      | Capitoli - Box 116. Io... (俺は?, Ore wa) - Box 117. Tu... (お前は?, Omae wa) - Box 118. Sta cercando di cambiare (変わろうとしているんだ?, Kawarō to shiteirunda) - Box 119. Kamome Tsurubami (鶴喰鴎?, Tsurubami Kamome) - Box 120. Non fai neppure un sorriso (にこりともしない?, Nikori to mo shinai) - Box 121. Hai appena ucciso qualcuno (人を一人殺しておいて?, Hito o hitori koroshiteoite) - Box 122. Lo avevo sentito dire... (話には聞いていたが?, Hanashi ni wa kiiteita ga) - Box 123. Prima di scontrarsi con Zenkichi... (善吉くんと戦う前に?, Zenkichi-kun to tatakau mae ni) - Box 124. Ma anche il prezzo da pagare è stato alto (代償も大きかった?, Daishō mo ōkikatta) |                                         |                                          |
| 15                                                                      | Cosa significa la parola "vittoria"? 「勝ちとはなんだ？」 - Kachi to wa nanda? | 4 aprile 2012 ISBN 978-4-08-870421-0    | 31 agosto 2013 ISBN 978-88-6634-581-7    |
| 15                                                                      | Capitoli - Box 125. Cosa significa la parola "vittoria"? (勝ちとはなんだ？?, Kachi to wa nanda?) - Box 126. Per l'animo umano, ciò che conta davvero... (人の心に大切なのは?, Hito no kokoro ni taisetsu na no wa) - Box 127. Ecco perché l'anno prossimo (だからめだかちゃんには?, Dakara Medaka-chan ni wa) - Box 128. Al contrario della giustizia... (正義と違って必ずしも?, Seigi to chigatte kanarazushi mo) - Box 129. In questo gioco, a vincerà sarà senza alcun dubbio (ゆえにこのゲーム間違いなく?, Yue ni kono gēmu machigai naku) - Box 130. Vorrei che potessero divertirsi (楽しんで欲しいじゃん?, Tanoshinde hoshī jan) - Box 131. Potete tendere trappole (罠を張ればいい?, Wana o hareba ii) - Spin-off. Good Loser Kumagawa (グッドルーザー球磨川?, Guddo Rūzā Kumagawa) |                                         |                                          |
| 16                                                                      | La vita è uno spettacolo! 「生きることは劇的だ」 - Ikiru koto wa gekiteki da | 4 luglio 2012 ISBN 978-4-08-870467-8    | 28 settembre 2013 ISBN 978-88-6634-622-7 |
| 16                                                                      | Capitoli - Box 132. Questa è giovinezza! (これぞ青春?, Korezo seishun) - Box 133. Tu sei tu, e nessun altro (他の誰でもない?, Hoka no dare demonai) - Box 134. La parte da protagonista spetta a te (お前が主役だ?, Omae ga shuyaku da) - Box 135. Grida! (叫べ?, Sakebe) - Box 136. È senza dubbio una canzone (あの曲はきっと?, Ano kyoku wa kitto) - Box 137. Verrà usata la scatola delle consultazioni (目安箱を使用する?, Meyasubako o shiyōsuru) - Box 138. Se volevo cambiare Medaka (もしもめだかちゃんを変えたいのなら?, Moshimo Medaka-chan o kaetai no nara) - Box 139. Pensavo che non avesse senso per me vivere (生きてちゃ駄目だと思っていた?, Ikitecha dame da to omotteita) - Box 140. La vita è uno spettacolo! (生きることは劇的だ?, Ikiru koto wa gekiteki da) |                                         |                                          |
| Capitolo dell'abito da sposa nero corvino (2 volumi)                    | |                                         |                                          |
| 17                                                                      | Il centesimo ufficio esecutivo del consiglio studentesco dell'istituto Hakoniwa 「箱庭学園第百生徒会執行部」 - Hakoniwa gakuen dai hyaku seitokai shikkoubu | 4 settembre 2012 ISBN 978-4-08-870501-9 | 26 ottobre 2013 ISBN 978-88-6634-647-0   |
| 17                                                                      | Capitoli - Box 141. Prima di diventare felice (幸せになる前に?, Shiawase ni naru mae ni) - Box 142. In quanto nostri avversari non difettano in nulla (相手にとって不足なし?, Aite nitotte fusoku nashi) - Box 143. Non avevano quella motivazione (そんな理由じゃないんてすよ?, Sonna riyuu jya nain desu yo) - Box 144. Il centesimo ufficio esecutivo del consiglio studentesco dell'istituto Hakoniwa (箱庭学園第百生徒会執行部?, Hakoniwa gakuen dai hyaku seitokai shikkoubu) - Box 145. Avrà il suo domani, ne sono certo (明日も絶対生きてるから?, Ashita mo zettai iki terukara) - Box 146. Non volevo mettermi a ridere... (笑うつもりはなかったんです?, Warau tsumorihanakattandesu) - Box 147. Ti sentirai tremendamente sfortunata (不幸のどん底ゆう感じ?, Fukou nodon soko yuu kanji) - Box 148. La sorella maggiore di Medaka (めだかちゃんのお姉ちゃんだ?, Medaka-Chan no onee-chan da) - Box 149. Per quale motivo sono venuta qui (何しにここに来たんだろう?, Nani shinikokoni kitan darou) |                                         |                                          |
| 18                                                                      | Quando finirà questo combattimento... 「この戦いが終わったら」 - Kono tatakai ga owattara | 4 dicembre 2012 ISBN 978-4-08-870536-1  | 21 dicembre 2013 ISBN 978-88-6634-688-3  |
| 18                                                                      | Capitoli - Box 150. Voglio diventare come lei (あんな風になりたいなあ?, Anna kaze ninaritainaa) - Box 151. Noi non fuggiamo (僕達は逃げない?, Bokutachi ha nige nai) - Box 152. Mi pare uno scambio equo, che dite? (これで割は合うであろ？?, Korede wari ha au dearo?) - Box 153. Quando questa battaglia sarà finita... (この戦いが終わったら?, Kono tatakai ga owattara) - Box 154. Ciò che mi sta a cuore al momento... (今の私に大事なものは?, Ima no watashi ni daiji namonoha) - Box 155. Per il bene di Zenkichi (善吉のために?, Zenkichi no tameni) - Box 156. Sono Medaka Kurokami (私は黒神めだか?, Watashi wa Kurokami Medaka) - Box 157. Di certo avrei perso (私の負けは決まっていたよ?, Watashi no make ha kimatteitayo) - Box 158. È la mia ultima parola (言葉もない?, Kotoba monai) - Spin-off. Il primo dell'anno della sezione -13 |                                         |                                          |
| Capitolo di Shiranui, la sconosciuta (3 volumi)                         | |                                         |                                          |
| 19                                                                      | Benvenuti al villaggio Shiranui 「ようこそ不知火の里へ」 - Yōkoso Shiranui no sato e | 4 febbraio 2013 ISBN 978-4-08-870620-7  | 28 febbraio 2014 ISBN 978-88-6634-810-8  |
| 19                                                                      | Capitoli - Box 159. Hansode Shiranui, hai detto? (不知火半袖って?, Shiranui Hansode tte) - Box 160. Benvenuti al villaggio Shiranui (ようこそ不知火の里へ?, Youkoso Shiranui no sato he) - Box 161. Quello che noi proteggiamo (俺達が守っているのは?, Oretachi ga mamotte irunoha) - Box 162. Tutto ciò che faceva parte dell'istituto Hakoniwa (箱庭学園のすべてが?, Hakoniwa gakuen no subetega) - Box 163. Che novità (新しい?, Atarashii) - Box 164. È nato per distruggere il mondo (世界を滅ぼすために生まれてきた?, Sekai wo horobo sutameni umare tekita) - Box 165. Il Thirteen Party (十三組の十三人?, Sātein Pāti) - Box 166. Prima che oggi sia terminato (今日中に叩き潰す?, Kyoujuu ni tataki tsubusu) - Box 167. Non te lo dirò mai (絶対に教えない?, Zettai ni oshie nai) |                                         |                                          |
| 20                                                                      | Fukuro Tsurubami 「鶴喰梟」 - Tsurubami Fukurō | 4 aprile 2013 ISBN 978-4-08-870650-4    | 29 marzo 2014 ISBN 978-88-6634-834-4     |
| 20                                                                      | Capitoli - 168. È l'unica trasgressione (たった一度の不公平だ?, Tatta ichido no fukouhei da) - 169. Le rovine dell'ospedale Hakoniwa (箱庭病院跡地?, Hakoniwa byouin atochi) - 170. Fukuro Tsurubami (鶴喰 梟?, Tsurubami Fukurō) - 171. Ho detto troppe bugie (あたしは嘘をつき過ぎた?, Atashiha uso wotsuki sugi ta) - 172. Ninna nanna, ninna oh (ろりろりよ♪?, Rori rori yo ♪) - 173. Che cos'è una canzone? (歌とはなんだ？?, Uta to hananda?) - 174. Io odio le menzogne (嘘が嫌いなんだ?, Uso ga kirai nanda) - 175. Real Eater (正喰者?, Rearu Ītā) - 176. Ti perdono! (許す?, Yurusu) |                                         |                                          |

## Volumi 21-22
| Nº                                                      | Titolo italiano Giapponese 「Kanji」 - Rōmaji | Data di prima pubblicazione             | Data di prima pubblicazione           |
| Nº                                                      | Titolo italiano Giapponese 「Kanji」 - Rōmaji | Giapponese                              | Italiano                              |
| 21                                                      | Io adoro le persone! 「私は人間が大好きです」 - Watashi wa ningen ga daisuki desu | 4 giugno 2013 ISBN 978-4-08-870685-6    | 31 maggio 2014 ISBN 978-88-6634-851-1 |
| 21                                                      | Capitoli - Box 177. Quest'uomo ha sempre... (この人は今まで?, Kono nin ha imamade) - Box 178. Non te lo posso promettere (約束はできない?, Yakusoku hadekinai) - Box 179. Io adoro le persone! (私は人間が大好きです?, Watashi ha ningen ga daisuki desu) - Box 180. Kurokami Final (黒神ファイナル?, Kurokami Fainaru) - Box 181. Noi abbiamo perso (私達は負けたんだよ?, Watashi tachi ha make tandayo) - Box 182. Le mie parole la raggiungeranno (言葉は届く?, Kotoba ha todoku) - Box 183. Si affollassero gli animi di molte persone (心と共にあるような?, Kokoro to tomoni aruyouna) - Box 184. Per quanto riguarda Medaka... (そしてめだかちゃんは?, Soshite Medaka-chan ha) - Box 185. 1+1 fa... (いちたすいちは?, Ichi Tasu ichi ha)                                                   |                                         |                                       |
| Capitolo de il lancio del bouquet nel futuro (1 volume) | |                                         |                                       |
| 22                                                      | ... che Medaka Kurokami sta bene 「黒神めだか健在なり」 - Kurokami Medaka kenzai nari | 4 settembre 2013 ISBN 978-4-08-870804-1 | 30 giugno 2014 ISBN 978-88-6634-894-8 |
| 22                                                      | Capitoli - Box 186. Dobbiamo dirci addio qui (ここでさよならだな?, Kokode sayonara dana) - Box 187. La corsa dei cento fiori (百輪走?, Hyaku wa sou) - Box 188. Saremo riusciti a diventare quantomeno un ricordo? (思い出になれたかい?, Omoide ninaretakai) - Box 189. In effetti, fin dalla prima volta che siamo incontrate, tu... (思えば初めて会ったときから?, Omoe ba hajimete atta tokikara) - Box 190. Un tempo, all'istituto Hakoniwa (かつて箱庭学園には?, Katsute Hakoniwa Gakuen niha) - Box 191. Sono già passati dieci anni (あれから十年?, Arekara juunen) - Box finale. ... che Medaka Kurokami sta bene (黒神めだか健在なり?, Kurokami Medaka kenzai nari) - Spin-off. Good Loser Kumagawa capitolo conclusivo (グッドルーザー球磨川 完結編?, Guddo Rūzā Kumagawa kanketsu hen) |                                         |                                       |